# Berliner Fußballmeisterschaft des VBB 1897/98
Die Berliner Fußballmeisterschaft des VBB 1897/98 war die erste unter dem Verband Berliner Ballspielvereine (damals noch unter dem Namen Verband Deutscher Ballspielvereine (VDB) firmierend) ausgetragene Berliner Fußballmeisterschaft.
Die Gründung des VDB erfolgte am 11. September 1897 als Alternative zum Deutschen Fußball- und Cricket Bund (DFuCB), in dem die internen Streitigkeiten eskalierten. Sechs von ursprünglich acht Mannschaften traten schließlich in der im November 1897 beginnenden ersten Meisterschaftsrunde an, die in einer Spielklasse ausgetragen wurde. Nach dem Ende der Meisterschaft standen zwei Clubs punktgleich an der Spitze der Tabelle, wodurch eine Entscheidungsrunde ausgetragen werden musste. Meister wurde der BTuFC Britannia 1892, der seine beiden Spiele gewinnen konnte.

## Abschlusstabelle
| Pl. | Verein                              | Sp. | S | U | N | Tore    | Quote | Punkte |
| --- | ----------------------------------- | --- | - | - | - | ------- | ----- | ------ |
| 1.  | BTuFC Britannia 1892                | 9   | 6 | 1 | 2 | 047:120 | 3,92  | 13:50  |
| 2.  | BFC Fortuna 1894                    | 9   | 6 | 1 | 2 | 037:700 | 5,29  | 13:50  |
| 3.  | BFC Preussen                        | 9   | 6 | 1 | 2 | 029:110 | 2,64  | 13:50  |
| 4.  | FV Brandenburg 92 Berlin            | 9   | 3 | 2 | 4 | 034:250 | 1,36  | 08:10  |
| 5.  | Akademischer BC 1897 Charlottenburg | 5   | 1 | 1 | 3 | 008:280 | 0,29  | 03:70  |
| 6.  | BSC Argo                            | 9   | 0 | 0 | 9 | 000:720 | 0,00  | 0:18   |

 Der Verband entschied nach der Runde das zweite Spiel zwischen Britannia und Fortuna nicht zu werten und am 15. Mai 1898 zu wiederholen. „Bekanntlich war die Entscheidung des Verbandsvorstandes, laut welcher Britannia für das zweite Spiel gegen Fortuna zwei Punkte zugeschrieben werden sollten, auf einer der letzten Bundessitzungen des Verbands deutscher Ballspielvereine wieder rückgängig gemacht worden, mit dem Zusatz, dass ein drittes Spiel stattfinden solle. [...] Durch dieses Resultat ist nun ein Entscheidungsspiel Britannia gegen Preussen notwendig geworden, denn beide Vereine haben jetzt 13 Punkte.“

Der BFC Favorit 1896 und der Friedenauer SC 1896 waren zwar ebenfalls Verbandsmitglieder, nahmen aber nicht an dieser Fußballmeisterschaft teil.

### Entscheidungsrunde
Da die ersten zwei Mannschaften punktgleich waren, wurden Entscheidungsspiele nötig.
|                      | Gesamt |              | Hinspiel | Rückspiel |
| -------------------- | ------ | ------------ | -------- | --------- |
| BTuFC Britannia 1892 | 4:1    | BFC Preussen | 1:0      | 3:1       |